# Austrophilus obscurus
Austrophilus obscurus är en tvåvingeart som beskrevs av Thompson 2000. Austrophilus obscurus ingår i släktet Austrophilus och familjen blomflugor. Inga underarter finns listade i Catalogue of Life.